# Матијевац
Матијевац је насеље у Србији у општини Владимирци у Мачванском округу. Према попису из 2022. било је 577 становника. Стари назив насеља је Муратовац.

## Демографија
У насељу Матијевац живи 619 пунолетних становника, а просечна старост становништва износи 43,3 година (41,2 код мушкараца и 45,5 код жена). У насељу има 245 домаћинстава, а просечан број чланова по домаћинству је 3,06.
Ово насеље је великим делом насељено Србима (према попису из 2002. године), а у последња три пописа, примећен је пад у броју становника.
|  |

| Демографија | Демографија | Демографија |
| Година      | Становника  | Становника  |
| ----------- | ----------- | ----------- |
| 1948.       | 1.020       |             |
| 1953.       | 1.135       |             |
| 1961.       | 1.077       |             |
| 1971.       | 990         |             |
| 1981.       | 927         |             |
| 1991.       | 876         | 856         |
| 2002.       | 750         | 767         |

| Етнички састав према попису из 2002.‍ | Етнички састав према попису из 2002.‍ | Етнички састав према попису из 2002.‍ | Етнички састав према попису из 2002.‍ | Етнички састав према попису из 2002.‍ |
| ------------------------------------ | ------------------------------------ | ------------------------------------ | ------------------------------------ | ------------------------------------ |
|                                      |                                      |                                      |                                      |                                      |
| Срби                                 | Срби                                 |                                      | 744                                  | 99,2%                                |
| Хрвати                               | Хрвати                               |                                      | 1                                    | 0,13%                                |
| Украјинци                            | Украјинци                            |                                      | 1                                    | 0,13%                                |
| Словенци                             | Словенци                             |                                      | 1                                    | 0,13%                                |
| непознато                            | непознато                            |                                      | 1                                    | 0,13%                                |

| Година пописа     | 1948. | 1953. | 1961. | 1971. | 1981. | 1991. | 2002. |
| ----------------- | ----- | ----- | ----- | ----- | ----- | ----- | ----- |
| Број домаћинстава | 202   | 223   | 244   | 249   | 246   | 234   | 245   |

| Број чланова      | 1  | 2  | 3  | 4  | 5  | 6  | 7 | 8 | 9 | 10 и више | Просек |
| ----------------- | -- | -- | -- | -- | -- | -- | - | - | - | --------- | ------ |
| Број домаћинстава | 45 | 59 | 51 | 45 | 27 | 13 | 1 | 3 | 0 | 1         | 3,06   |

| Пол    | Укупно | Неожењен/Неудата | Ожењен/Удата | Удовац/Удовица | Разведен/Разведена | Непознато |
| ------ | ------ | ---------------- | ------------ | -------------- | ------------------ | --------- |
| Мушки  | 318    | 89               | 199          | 20             | 10                 | 0         |
| Женски | 324    | 43               | 197          | 78             | 5                  | 1         |
| УКУПНО | 642    | 132              | 396          | 98             | 15                 | 1         |

| Пол    | Укупно                    | Пољопривреда, лов и шумарство | Рибарство                            | Вађење руде и камена | Прерађивачка индустрија       |
| ------ | ------------------------- | ----------------------------- | ------------------------------------ | -------------------- | ----------------------------- |
| Мушки  | 232                       | 172                           | 0                                    | 0                    | 18                            |
| Женски | 156                       | 126                           | 0                                    | 0                    | 16                            |
| УКУПНО | 388                       | 298                           | 0                                    | 0                    | 34                            |
| Пол    | Производња и снабдевање   | Грађевинарство                | Трговина                             | Хотели и ресторани   | Саобраћај, складиштење и везе |
| Мушки  | 2                         | 3                             | 8                                    | 0                    | 13                            |
| Женски | 0                         | 0                             | 6                                    | 0                    | 2                             |
| УКУПНО | 2                         | 3                             | 14                                   | 0                    | 15                            |
| Пол    | Финансијско посредовање   | Некретнине                    | Државна управа и одбрана             | Образовање           | Здравствени и социјални рад   |
| Мушки  | 0                         | 4                             | 2                                    | 6                    | 1                             |
| Женски | 0                         | 1                             | 0                                    | 5                    | 0                             |
| УКУПНО | 0                         | 5                             | 2                                    | 11                   | 1                             |
| Пол    | Остале услужне активности | Приватна домаћинства          | Екстериторијалне организације и тела | Непознато            | Непознато                     |
| Мушки  | 2                         | 0                             | 0                                    | 1                    | 1                             |
| Женски | 0                         | 0                             | 0                                    | 0                    | 0                             |
| УКУПНО | 2                         | 0                             | 0                                    | 1                    | 1                             |

## Галерија
- Сеоска школа
- Споменик погинулим мештанима у Другом светском рату